# Amazonides fuscirufa
Amazonides fuscirufa är en fjärilsart som beskrevs av George Francis Hampson 1903. Amazonides fuscirufa ingår i släktet Amazonides och familjen nattflyn. Inga underarter finns listade i Catalogue of Life.